# Jürgen Hasler
Jürgen Hasler (* 7. Mai 1973 in Grabs, Schweiz) ist ein ehemaliger liechtensteinischer Skirennläufer.

## Biografie
Nachdem Hasler bei den Alpinen Ski-Juniorenweltmeisterschaften 1991 ohne Medaille verblieb, konnte er im Folgejahr im Super-G die Bronzemedaille gewinnen. Im selben Jahr debütierte Hasler auch im Weltcup. Bei den Olympischen Winterspielen 1994 in Lillehammer trat Hasler in der Abfahrt, wo er den 29. Platz belegte und im Super-G an. Es folgten zwei weitere Olympiateilnahmen bei den Spielen in Nagano 1998 und in Salt Lake City 2002. In Nagano erzielte er in der Alpinen Kombination mit Rang neun, sein bestes Resultat bei Olympischen Spielen.
Seine beste Platzierung im Weltcup erreichte Hasler am 9. Dezember 1995 mit Platz neun beim Abfahrtsrennen in Val-d’Isère.